# Paracardiophorus coreanus
Paracardiophorus coreanus is een keversoort uit de familie kniptorren (Elateridae). De wetenschappelijke naam van de soort is voor het eerst geldig gepubliceerd in 1977 door Kishii.